# 黒岩美智子
黒岩美智子（くろいわ みちこ）は、昭和時代の日本のスケート選手。日本初の女子アイスホッケー選手として話題になった

## 略歴
- 群馬県立嬬恋高等学校を卒業。コクドに入社
- 1978年、軽井沢国体女子500mで優勝
- 国体で14タイトルを獲得。「国体女」の異名をとる
- 1983年、地元の群馬国体を最後に引退
- 1985年、コクドの女子アイスホッケー部創設に伴い、請われて現役復帰。フォワードとして活躍